# Ducové
Ducové este o comună slovacă, aflată în districtul Piešťany din regiunea Trnava, pe malul râului Váh. Localitatea se află la altitudinea de 200 m deasupra n.m., se întinde pe o suprafață de 2,63 km2 și în 2017 număra 460 de locuitori.

## Istoric
Localitatea Ducové este atestată documentar din 1348.

## Demografie
| An:                | 1994 | 2004   | 2014    | 2024    |
| ------------------ | ---- | ------ | ------- | ------- |
| Număr de persoane: | 334  | 357    | 416     | 482     |
| Diferență:         |      | +6,88% | +16,52% | +15,86% |

| An:                | 2023 | 2024   |
| ------------------ | ---- | ------ |
| Număr de persoane: | 476  | 482    |
| Diferență:         |      | +1,26% |